# Miodowody
Miodowody (Indicatoridae) – rodzina ptaków z rzędu dzięciołowych (Piciformes), obejmująca kilkanaście gatunków ptaków.

## Występowanie
Miodowody występują w Afryce Subsaharyjskiej, Azji Południowej i Południowo-Wschodniej.

## Charakterystyka
Są to niewielkie ptaki (długość ciała do 20 cm). Mają krótki dziób i nogi oraz grubą skórę. Ubarwione są zazwyczaj szarozielono lub brązowo. Zjadają owady, głównie osy i pszczoły. Prowadzą samotniczy tryb życia, są pasożytami lęgowymi. Samice nie są w stanie wyrzucić jaj z gniazda gospodarza, dlatego starają się je podziurawić. Pisklaki miodowodów afrykańskich atakują pisklęta gospodarza, jeśli któremuś uda się wykluć.
Mimo powszechnego przekonania, żadne dowody nie wskazują na istnienie protokooperacji między miodowodem dużym a miodożerem. Miodowód miałby jakoby wskazywać miodożerowi miejsca gnieżdżenia się pszczół, a następnie wyjadać pozostawione przez niego resztki.

## Systematyka

### Klasyfikacja
Indicatoridae są taksonem siostrzanym dla Picidae. Do rodziny należą następujące rodzaje:
- Prodotiscus Sundevall, 1850
- Melignomon Reichenow, 1898
- Indicator Stephens, 1815
- Melichneutes Reichenow, 1910 – jedynym przedstawicielem jest Melichneutes robustus (G.L. Bates, 1909) – miodowód lirosterny